# Grądy Węgorzewskie
Grądy Węgorzewskie (niem. Gronden) – wieś w Polsce położona w województwie warmińsko-mazurskim, w powiecie węgorzewskim, w gminie Budry. Obecnie we wsi funkcjonuje firma zajmująca się przetwórstwem ryb. Ponadto jest też jedno gospodarstwo agroturystyczne.
Częścią wsi Grądy Węgorzewskie są Grądyszki, a przysiółkiem - Kaczorówka (dawniej Kaczorowo(niem. Katzerowen)).
W latach 1975–1998 miejscowość administracyjnie należała do województwa suwalskiego.